# Trận lốc xoáy ngày 3 tháng 3 năm 2019
Trận lốc xoáy ngày 3 tháng 3 năm 2019, là một sự kiện thời tiết nghiêm trọng ảnh hưởng đến Đông Nam Hoa Kỳ. Trong suốt 6 giờ, tổng cộng 39 cơn lốc xoáy đã rơi xuống các khu vực của Alabama, Georgia, Florida và Nam Carolina. Mạnh nhất trong số này là một cơn lốc xoáy EF4 tàn phá các cộng đồng nông thôn từ Beauregard, Alabama đến Talb Bông, Georgia, làm 23 người thiệt mạng và 97 người khác bị thương. Số người chết của nó đại diện cho hơn hai lần số ca tử vong do lốc xoáy ở Hoa Kỳ vào năm 2018 và đây là cơn lốc xoáy độc nhất ở nước này kể từ cơn lốc xoáy Moore EF5 năm 2013. Một cơn lốc xoáy đã phá hủy khu dân cư ở phía đông Tallahassee ở hạt Leon, Florida và chỉ là cơn lốc xoáy thứ hai của sức mạnh đó trong quận kể từ năm 1945. Một số cơn lốc xoáy mạnh khác đã xảy ra trên khắp khu vực trong suốt tối ngày 3 tháng 3 và gây ra thiệt hại đáng kể. Một số lượng lớn các cơn lốc xoáy EF0 và EF1 cũng đã rơi xuống.

## Tóm tắt khí tượng
Vào ngày 28 tháng 2, Trung tâm Dự báo Bão (SPC) đã ban hành một ngày bốn nguy cơ xảy ra giông bão nghiêm trọng trên một khu vực rộng lớn của Đông Nam Hoa Kỳ trải dài từ phía bắc Louisiana qua tây bắc Georgia. Một rủi ro nhỏ đã được đưa ra vào ngày hôm sau, và rủi ro tăng cường hẹp hơn đã được đưa ra trên các phần của miền đông nam Alabama và tây nam Georgia sau đó vào ngày 2 tháng 3, nơi mối đe dọa đối với lốc xoáy, một số có khả năng mạnh mẽ, có khả năng xuất hiện nhiều nhất.

## Thương vong

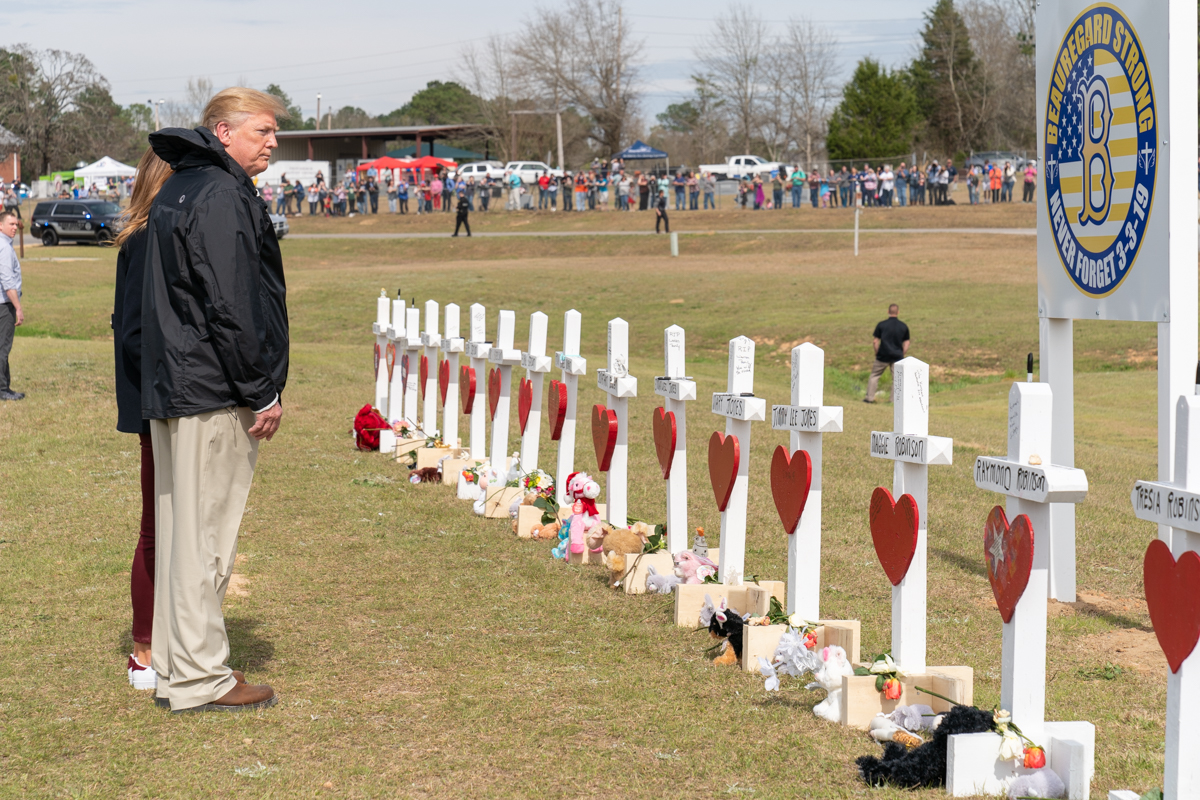
Tổng thống Donald Trump thăm đài tưởng niệm các nạn nhân ở Alabama

Hai mươi ba cái chết xảy ra do một cơn lốc xoáy duy nhất, rơi xuống ở quận Lee, Alabama. Ít nhất hai trong số những cái chết xảy ra gần thị trấn Beauregard. ở Alabama. Bốn trong số những người chết là trẻ em. 10 nạn nhân đến từ một gia đình. 60 bệnh nhân đã được nhận tại Trung tâm Y tế Đông Alabama; tuy nhiên, chỉ có bốn người vẫn phải nhập viện vào ngày 4 tháng 3. Nhiều người ban đầu được báo cáo là mất tích. Máy bay không người lái với các thiết bị tìm kiếm nhiệt đã được sử dụng trong nỗ lực tìm kiếm những người sống sót trong khi các phi hành đoàn mặt đất phải chờ ánh sáng vào ngày 4 tháng 3 Trong một báo cáo sau đó vào ngày 6 tháng 3, tất cả các nạn nhân lốc xoáy ở Alabama đã được tính đến.